# Инглиш, Алекс
Алекса́ндр «Алекс» И́нглиш (англ. Alexander "Alex" English; родился 5 января 1954 года в Колумбии, штат Южная Каролина) — американский профессиональный баскетболист и тренер, выступавший Национальной баскетбольной ассоциации. Играл на позиции лёгкого форварда. В сезоне 1982/1983 годов стал самым результативным игроком чемпионата. За ним в «Денвер Наггетс» закреплён номер 2. Член Зала славы баскетбола с 1997 года.

## Ранние годы
Алекс Инглиш родился 5 января 1954 года в городе Колумбия (штат Южная Каролина), учился там же в средней школе Дрехер, в которой играл за местную баскетбольную команду.
Инглиш учился в средней школе Дрехера в Колумбии. 31 января 2020 года его футболка с номером 22 была выведена из обращения средней школой.

## Студенческая карьера
В 1976 году окончил университет Южной Каролины, где в течение четырёх лет играл за баскетбольную команду «Южная Каролина Геймкокс», в которой провёл успешную карьеру под руководством тренера, члена Зала славы баскетбола, Фрэнка Макгуайра. При Инглише «Геймкокс» ни разу не выигрывали ни регулярный чемпионат, ни турнир конференции Independent, но при этом два раза выходили в плей-офф студенческого чемпионата США (1973—1974), но дальше 1/8 финала (англ. Sweet Sixteen) не проходили.

## Карьера в НБА
Играл на позиции лёгкого форварда. На драфте НБА 1976 году Алекс Инглиш был выбран во втором раунде под общим 23-м номером командой «Милуоки Бакс», в которой отыграл два сезона в качестве резервиста. Вместе с Инглишем на этом драфте были выбраны и другие будущие звёзды ассоциации Эдриан Дэнтли, Роберт Пэриш и Деннис Джонсон. 8 июня 1978 года Инглиш в качестве свободного агента перешёл в клуб «Индиана Пэйсерс», где застолбил за собой место в стартовом составе, в результате чего открыл в себе репутацию бомбардира, набирая в среднем за игру по 16 очков.
В середине следующего сезона, 1 февраля 1980 года, он был обменян в команду «Денвер Наггетс» на бывшую звезду «Пэйсерс» времён АБА Джорджа Макгинниса. Однако эта сделка оказалась одной из самых односторонних в истории НБА, так как Макгиннис был лишь своей бледной тенью и через два года бесславно завершил свою карьеру.
Именно в «Денвере» Инглиш до конца раскрыл свои таланты и стал настоящей звездой НБА, проведя в его составе 837 игр за 10 с половиной сезонов и набирая по 25,9 очка в среднем за игру. Будучи игроком «Наггетс», он 9 лет подряд выводил её в плей-фф (1982—1990), 8 раз участвовал в матче всех звёзд НБА (1982—1989), а в сезоне 1982/1983 годов стал самым результативным игроком регулярного чемпионата. Кроме того три раза включался в символическую сборную всех звёзд НБА (1982—1983, 1986), а в сезоне 1987/1988 годов стал лауреатом приза имени Джеймса Уолтера Кеннеди. Лучшим результатом при Инглише для «Самородков» является сезон 1984/1985 годов, в котором они дошли до финала Западной конференции, где они со счётом 1—4 в серии проиграли команде «Лос-Анджелес Лейкерс». Инглиш получил травму большого пальца правой руки в четвёртой игре, которая потребовала хирургического вмешательства и лишила его возможности играть до конца серии. Многие считали, что травма Инглиша почти обеспечила победу «Лейкерс» в серии.
15 августа 1990 года Инглиш в качестве неограниченно свободного агента заключил минимальное соглашение сроком на один год с клубом «Даллас Маверикс», в котором провёл один из самых худших сезонов в своей профессиональной карьере, набирая всего по 9,7 очка в среднем за игру. В межсезонье никто не позаботился о том, чтобы подписать с ним контракт на следующий сезон, после чего он уехал в Европу, где в течение года выступал в чемпионате Италии за команду «Баскет Наполи», после чего завершил свою спортивную карьеру. На момент своего выхода на пенсию Инглиш был шестым в истории НБА по набранным очкам (25 613), кроме того он до сих пор является лучшим бомбардиром в истории «Денвер Наггетс» (21 645).
В 1992 году номер 2, под которым он выступал в составе «Наггетс», был закреплён за ним и выведен из употребления, а в 1997 году Инглиш был введён в Зал славы баскетбола.

## Тренерская карьера
Инглиш начал свою тренерскую карьеру в «Лиге развития национального баскетбола» (теперь называемой Джи-Лига НБА) в качестве главного тренера команды North Charleston Lowgators в сезоне 2001–02. Lowgators установили лучший результат в регулярном сезоне и выбыли из серии чемпионатов во время плей-офф.
С июня 2004 года Алекс Инглиш работал директором по развитию игроков и ассистентом тренера «Торонто Рэпторс». Он занял эту должность после двух лет работы на посту ассистента главного тренера в командах «Филадельфия-76» и «Атланта Хокс». 5 июня 2009 года было объявлено, что Инглиш продолжит работу на этой должности. 13 июля 2011 года в стане «Рэпторс» сменилось руководство команды, в результате чего был полностью обновлён весь тренерский штаб. 13 января 2012 года Инглиш устроился на должность ассистента главного тренера в «Сакраменто Кингз», влившись тренерский штаб Кита Смарта. 5 июня 2013 года новый главный тренер «Королей» Майкл Мэлоун объявил, что намерен сменить всех помощников бывшего главного тренера, а на их место набрать новых.

## Актёрская карьера
Алекс Инглиш пробовал свои силы в актёрском искусстве. Его дебютом стал в 1987 году художественный фильм «Удивительные Грейс и Чак», где он сыграл вымышленную звезду «Бостон Селтикс». Он также снялся в телесериале «Звонящий в полночь» (1989) и сыграл главного тренера «Кливленд Кавальерс» в фильме «Эдди» (1996). Его последней актёрской работой была роль в картине «Определённо может быть» (1997).
Позже Инглиш снялся в фильме 2007 года под названием Lumera, продюсером и исполнительным директором которого был его сын Алекс-младший. В 2013 году он появился в получасовом телевизионном выпуске под названием «The Nothing But Net Show», режиссером которого также был его сын.
Он написал стихотворение под названием «Третий Мир тоже» об эфиопском голоде.

## Статистика

### Статистика в НБА
| Сезон                                                                                    | Команда | Регулярный сезон | Регулярный сезон | Регулярный сезон | Регулярный сезон | Регулярный сезон | Регулярный сезон | Регулярный сезон | Регулярный сезон | Регулярный сезон | Регулярный сезон | Регулярный сезон | Серия плей-офф | Серия плей-офф | Серия плей-офф | Серия плей-офф | Серия плей-офф | Серия плей-офф | Серия плей-офф | Серия плей-офф | Серия плей-офф | Серия плей-офф | Серия плей-офф |
| Сезон                                                                                    | Команда | GP               | GS               | MPG              | FG%              | 3P%              | FT%              | RPG              | APG              | SPG              | BPG              | PPG              | GP             | GS             | MPG            | FG%            | 3P%            | FT%            | RPG            | APG            | SPG            | BPG            | PPG            |
| ---------------------------------------------------------------------------------------- | ------- | ---------------- | ---------------- | ---------------- | ---------------- | ---------------- | ---------------- | ---------------- | ---------------- | ---------------- | ---------------- | ---------------- | -------------- | -------------- | -------------- | -------------- | -------------- | -------------- | -------------- | -------------- | -------------- | -------------- | -------------- |
| 1976/77                                                                                  | Милуоки | 60               |                  | 10,8             | 47,7             |                  | 76,7             | 2,8              | 0,4              | 0,3              | 0,3              | 5,2              | Не участвовал  | Не участвовал  | Не участвовал  | Не участвовал  | Не участвовал  | Не участвовал  | Не участвовал  | Не участвовал  | Не участвовал  | Не участвовал  | Не участвовал  |
| 1977/78                                                                                  | Милуоки | 82               |                  | 18,9             | 54,2             |                  | 72,7             | 4,8              | 1,6              | 0,5              | 0,7              | 9,6              | 9              |                | 23,1           | 61,5           |                | 78,1           | 4,7            | 1,4            | 0,7            | 0,8            | 13,4           |
| 1978/79                                                                                  | Индиана | 81               |                  | 33,3             | 51,1             |                  | 75,2             | 8,1              | 3,3              | 0,9              | 1,0              | 16,0             | Не участвовал  | Не участвовал  | Не участвовал  | Не участвовал  | Не участвовал  | Не участвовал  | Не участвовал  | Не участвовал  | Не участвовал  | Не участвовал  | Не участвовал  |
| 1979/80                                                                                  | Индиана | 54               |                  | 28,3             | 50,4             | 0,0              | 81,4             | 7,0              | 2,6              | 0,8              | 0,6              | 14,9             | Не участвовал  | Не участвовал  | Не участвовал  | Не участвовал  | Не участвовал  | Не участвовал  | Не участвовал  | Не участвовал  | Не участвовал  | Не участвовал  | Не участвовал  |
| 1979/80                                                                                  | Денвер  | 24               |                  | 36,5             | 48,5             | 66,7             | 76,2             | 9,4              | 3,4              | 1,2              | 1,2              | 21,3             | Не участвовал  | Не участвовал  | Не участвовал  | Не участвовал  | Не участвовал  | Не участвовал  | Не участвовал  | Не участвовал  | Не участвовал  | Не участвовал  | Не участвовал  |
| 1980/81                                                                                  | Денвер  | 81               |                  | 38,2             | 49,4             | 60,0             | 85,0             | 8,0              | 3,6              | 1,3              | 1,2              | 23,8             | Не участвовал  | Не участвовал  | Не участвовал  | Не участвовал  | Не участвовал  | Не участвовал  | Не участвовал  | Не участвовал  | Не участвовал  | Не участвовал  | Не участвовал  |
| 1981/82                                                                                  | Денвер  | 82               | 82               | 36,8             | 55,1             | 0,0              | 84,0             | 6,8              | 5,3              | 1,1              | 1,5              | 25,4             | 3              | 0              | 39,3           | 47,3           | -              | 85,7           | 7,7            | 5,7            | 1,0            | 1,0            | 19,3           |
| 1982/83                                                                                  | Денвер  | 82               | 82               | 36,4             | 51,6             | 16,7             | 82,9             | 7,3              | 4,8              | 1,4              | 1,5              | 28,4             | 7              | 0              | 38,6           | 44,7           | 0,0            | 88,7           | 6,3            | 6,0            | 0,6            | 1,0            | 25,9           |
| 1983/84                                                                                  | Денвер  | 82               | 77               | 35,0             | 52,9             | 14,3             | 82,4             | 5,7              | 5,0              | 1,0              | 1,2              | 26,4             | 5              | 0              | 40,6           | 58,8           | 0,0            | 89,3           | 8,0            | 5,6            | 0,6            | 0,4            | 29,0           |
| 1984/85                                                                                  | Денвер  | 81               | 81               | 36,1             | 51,8             | 20,0             | 82,9             | 5,7              | 4,2              | 1,2              | 0,6              | 27,9             | 14             | 14             | 38,3           | 53,6           | 0,0            | 89,0           | 6,6            | 4,5            | 1,2            | 0,4            | 30,2           |
| 1985/86                                                                                  | Денвер  | 81               | 81               | 37,3             | 50,4             | 20,0             | 86,2             | 5,0              | 4,0              | 0,9              | 0,4              | 29,8             | 10             | 10             | 39,4           | 46,3           | 0,0            | 85,9           | 3,5            | 5,2            | 0,4            | 0,4            | 27,3           |
| 1986/87                                                                                  | Денвер  | 82               | 82               | 37,5             | 50,2             | 26,7             | 84,4             | 4,2              | 5,1              | 0,9              | 0,3              | 28,6             | 3              | 3              | 25,3           | 51,0           | -              | 85,7           | 4,7            | 3,3            | 0,0            | 0,0            | 18,7           |
| 1987/88                                                                                  | Денвер  | 80               | 80               | 35,2             | 49,5             | 0,0              | 82,8             | 4,7              | 4,7              | 0,9              | 0,3              | 25,0             | 11             | 11             | 39,8           | 45,5           | 0,0            | 81,4           | 5,4            | 4,4            | 0,6            | 0,3            | 24,3           |
| 1988/89                                                                                  | Денвер  | 82               | 82               | 36,5             | 49,1             | 25,0             | 85,8             | 4,0              | 4,7              | 0,8              | 0,1              | 26,5             | 3              | 3              | 36,0           | 51,6           | -              | 87,5           | 4,3            | 3,7            | 0,3            | 0,0            | 26,0           |
| 1989/90                                                                                  | Денвер  | 80               | 80               | 27,6             | 49,1             | 40,0             | 88,0             | 3,6              | 2,8              | 0,6              | 0,3              | 17,9             | 3              | 3              | 25,3           | 56,8           | -              | 81,8           | 3,0            | 3,0            | 0,7            | 0,3            | 19,7           |
| 1990/91                                                                                  | Даллас  | 79               | 26               | 22,1             | 43,9             | 0,0              | 85,0             | 3,2              | 1,3              | 0,5              | 0,3              | 9,7              | Не участвовал  | Не участвовал  | Не участвовал  | Не участвовал  | Не участвовал  | Не участвовал  | Не участвовал  | Не участвовал  | Не участвовал  | Не участвовал  | Не участвовал  |
|                                                                                          | Всего   | 1193             | 753              | 31,9             | 50,7             | 21,7             | 83,2             | 5,5              | 3,6              | 0,9              | 0,7              | 21,5             | 68             | 44             | 35,7           | 50,3           | 0,0            | 86,2           | 5,5            | 4,3            | 0,7            | 0,5            | 24,4           |
| Наведите курсор мыши на аббревиатуры в заголовке таблицы, чтобы прочесть их расшифровку. |         |                  |                  |                  |                  |                  |                  |                  |                  |                  |                  |                  |                |                |                |                |                |                |                |                |                |                |                |